# Stare Miasto (Konin)
Pour les articles homonymes, voir Stare Miasto.
Stare Miasto est une localité polonaise, siège de la gmina rurale de Stare Miasto, située dans le powiat de Konin en voïvodie de Grande-Pologne. Elle se situe à environ 6 kilomètres au sud de la ville de Konin et 92 kilomètres à l'est de Poznań, la capitale régionale. 

## Géographie

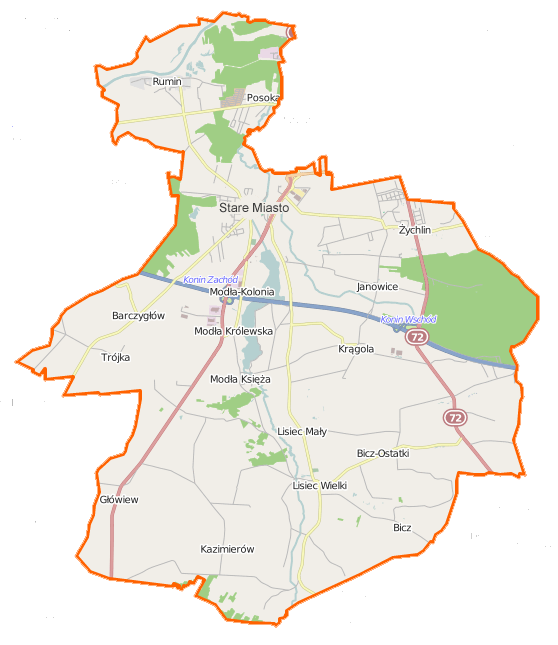
Plan de la gmina.